# Eucithara pulchella
Eucithara pulchella é uma espécie de gastrópode do gênero Eucithara, pertencente à família Mangeliidae.